# Methanoplanus
A Methanoplanus a Methanomicrobiaceae családba tartozó Archaea nem. Az archeák – ősbaktériumok – egysejtű, sejtmag nélküli prokarióta szervezetek. Mindhárom faja metanogén (metántermelő) szervezet.

## Fordítás
- Ez a szócikk részben vagy egészben  a   Methanoplanus című angol Wikipédia-szócikk fordításán alapul.  Az eredeti cikk szerkesztőit annak laptörténete sorolja fel. Ez a jelzés csupán a megfogalmazás eredetét és a szerzői jogokat jelzi, nem szolgál a cikkben szereplő információk forrásmegjelöléseként.

### Tudományos folyóiratok
- Wildgruber G (1982). „Methanoplanus limicola, a plate-shaped methanogen representing a novel family, the Methanoplanaceae”. Arch. Microbiol. 132, 31–36. o. DOI:10.1007/BF00690813.
- Balch WE (1979). „Methanogens: reevaluation of a unique biological group”. Microbiol. Rev. 43 (2), 260–296. o. PMID 390357. PMC 281474.

### Tudományos adatbázisok
- Methanoplanus PubMed hivatkozásai
- Methanoplanus PubMed Central hivatkozásai
- Methanoplanus Google Scholar hivatkozásai